# Schottische Badmintonmeisterschaft 2009
Die Schottische Badmintonmeisterschaft 2009 fand vom 30. Januar bis zum 1. Februar 2009 in Perth statt.

## Austragungsort
- Perth, Bell’s Sports Centre

## Medaillengewinner
| Disziplin    | Gold                         | Silber                        | Bronze                           |
| ------------ | ---------------------------- | ----------------------------- | -------------------------------- |
| Herreneinzel | Gordon Thomson               | Craig Goddard                 | Calum Menzies                    |
| Herreneinzel | Gordon Thomson               | Craig Goddard                 | Kieran Merrilees                 |
| Dameneinzel  | Susan Hughes                 | Linda Sloan                   | Fiona Sneddon                    |
| Dameneinzel  | Susan Hughes                 | Linda Sloan                   | Alison Marr                      |
| Herrendoppel | Thomas Bethell Watson Briggs | Martin Campbell Angus Gilmour | Peter Hockey Duncan Leith        |
| Herrendoppel | Thomas Bethell Watson Briggs | Martin Campbell Angus Gilmour | Jamie Neill Keith Turnbull       |
| Damendoppel  | Imogen Bankier Jillie Cooper | Susan Hughes Linda Sloan      | Kaity Hall Catriona Lawlor       |
| Damendoppel  | Imogen Bankier Jillie Cooper | Susan Hughes Linda Sloan      | Kirsten Geals Kirsty Gilmour     |
| Mixed        | Watson Briggs Imogen Bankier | Andrew Bowman Jillie Cooper   | Colin Hill Alison Laing          |
| Mixed        | Watson Briggs Imogen Bankier | Andrew Bowman Jillie Cooper   | Paul van Rietvelde Gillian Sloan |